# Bataille des Ponts-de-Cé (1620)
Pour les articles homonymes, voir Bataille des Ponts-de-Cé.
 (septembre 2024).
La mise en forme du texte ne suit pas les recommandations de Wikipédia : il faut le « wikifier ».
Les points d'amélioration suivants sont les cas les plus fréquents. Le détail des points à revoir est peut-être précisé sur la page de discussion.
- Les titres sont pré-formatés par le logiciel. Ils ne sont ni en capitales, ni en gras.
- Le texte ne doit pas être écrit en capitales (les noms de famille non plus), ni en gras, ni en italique, ni en « petit »…
- Le gras n'est utilisé que pour surligner le titre de l'article dans l'introduction, une seule fois.
- L'italique est rarement utilisé : mots en langue étrangère, titres d'œuvres, noms de bateaux, etc.
- Les citations ne sont pas en italique mais en corps de texte normal. Elles sont entourées par des guillemets français : « et ».
- Les listes à puces sont à éviter, des paragraphes rédigés étant largement préférés. Les tableaux sont à réserver à la présentation de données structurées (résultats, etc.).
- Les appels de note de bas de page (petits chiffres en exposant, introduits par l'outil «  Source ») sont à placer entre la fin de phrase et le point final[comme ça].
- Les liens internes (vers d'autres articles de Wikipédia) sont à choisir avec parcimonie. Créez des liens vers des articles approfondissant le sujet. Les termes génériques sans rapport avec le sujet sont à éviter, ainsi que les répétitions de liens vers un même terme.
- Les liens externes sont à placer uniquement dans une section « Liens externes », à la fin de l'article. Ces liens sont à choisir avec parcimonie suivant les règles définies. Si un lien sert de source à l'article, son insertion dans le texte est à faire par les notes de bas de page.
- La présentation des références doit suivre les conventions bibliographiques. Il est recommandé d'utiliser les modèles {{Ouvrage}}, {{Chapitre}}, {{Article}}, {{Lien web}} et/ou {{Bibliographie}}. Le mode d'édition visuel peut mettre en forme automatiquement les références.
- Insérer une infobox (cadre d'informations à droite) n'est pas obligatoire pour parachever la mise en page.

Pour une aide détaillée, merci de consulter Aide:Wikification.
Si vous pensez que ces points ont été résolus, vous pouvez retirer ce bandeau et améliorer la mise en forme d'un autre article.
La bataille des Ponts-de-Cé, connue également sous le nom de Drôlerie des Ponts-de-Cé, est un conflit survenu, le 7 août 1620 aux Ponts-de-Cé, entre les partisans du roi Louis XIII et ceux de sa mère, Marie de Médicis, que son fils avait écartée de la régence trois ans plus tôt, et qui tentait de revenir au pouvoir. 

## Les causes de cette bataille
- 1610 : à l'âge de 9 ans, Louis XIII est sacré à Reims le 17 octobre 1610. Il est roi sous la régence de sa mère, Marie de Médicis et sous la domination de son conseiller italien Concini.
- 1611 : Sully démissionne le 26 janvier.
- 1613 : Concini est nommé maréchal de France, le 19 novembre.
- 1614 : révolte des Grands (le prince de Condé, les ducs de Vendôme, de Mayenne, de Retz) contre Concini. Le 15 mai : Traité de Sainte-Menehould. La régente promet aux nobles la convocation des états généraux et les couvre d'or.
- 1615 : mariage du roi Louis XIII le 28 novembre 1615 à Anne d'Autriche, infante d'Espagne (fille du roi d'Espagne Philippe III).
- 1616 : Nouvelle révolte des nobles. Paix de Loudun (désastreuse pour la Cour), entre Marie de Médicis (la régente) et le prince de Condé, le 3 mai 1616. Emprisonnement de Condé par Concini, maréchal d'Ancre, le 1er septembre 1616. Richelieu est nommé secrétaire d'État pour la guerre et les affaires étrangères, le 25 novembre 1616.
- 1617 : coup de force, le 24 avril, de Louis XIII qui accède au pouvoir en ordonnant l'assassinat du favori de sa mère, Concino Concini. Il exile Marie de Médicis à Blois et prend enfin sa place de roi. Louis XIII a désormais son propre favori, Charles d'Albert, duc de Luynes, issu de la petite noblesse. Très rapidement, Luynes accumule les titres et les fortunes (il deviendra connétable le 31 mars 1621). Son avancement crée des mécontentements, d'autant que le favori du roi commet des maladresses.
- 1619 : la reine-mère s'échappe du château de Blois et lève une armée contre son fils qui choisit de se réconcilier avec elle, lors du traité d'Angoulême le 30 avril 1619, et lui cède les villes d'Angers et de Chinon, mais lui interdit de revenir au conseil. En octobre, le roi fait libérer Condé, ce qui est une provocation envers Marie de Médicis (qui l'avait fait emprisonner). Celle-ci se lance dans une nouvelle révolte.

## Prologue
Marie de Médicis peut encore compter sur les Grands du royaume : César, duc de Vendôme, premier fils d'Henri IV et de sa favorite Gabrielle d'Estrées, et donc demi-frère de Louis XIII, prend le parti de la Reine-mère et dirige avec son frère, le Grand Prieur de Vendôme, les troupes des "Grands" (le duc d'Epernon, le duc de Retz, le duc de Nemours, le duc de Montmorency, le comte de Soissons, le duc de Longueville, le maréchal de Boisdauphin, le "duc" de La Trémoille).
Ainsi, par leur intermédiaire, Marie contrôle Rouen et Le Havre (Longueville), Dreux, La Ferté-Bernard, le Perche et une partie du Maine (Soissons), Château-Gontier et Sablé (Boisdauphin), une partie de la Loire (Vendôme), de la Bretagne (La Trémoille) et du Poitou (Retz), et la Saintonge (Épernon). Le passage stratégique de la Loire, entre Anjou et Poitou, se fait aux Ponts-de-Cé.
En Normandie, le duc de Longueville entre officiellement en dissidence le 2 juillet ; le Languedoc prend également le chemin de la désobéissance. 
Le 7 juillet, l'armée royale part en direction de Rouen. Elle est menée par le souverain et comprend entre autres son frère, le prince de Condé (libéré depuis peu), et trois hommes de guerre expérimentés : les maréchaux de Praslin, de Créquy et le futur maréchal de Schomberg. Rouen est prise le 10 juillet. Longueville, qui ne s'attendait pas à une réaction aussi rapide, doit se réfugier à Caen, en compagnie du prieur de Vendôme. La ville et son château font soumission dès l'arrivée du roi le 17 juillet.

## Forces en présence
Armée française
L'armée française est composée de 8 000 fantassins et 600 cavaliers commandée par le prince de Condé secondé par le maréchal de Praslin et les maréchaux de camp Tresnel, Créquy, Nerestang et Bassompierre. Ces derniers commandent :
- le régiment des Gardes françaises
- le régiment de Piémont
- le régiment de Picardie
- le régiment de Champagne
- le régiment de Navarre
- le régiment de Rambures
- le régiment de Retz
- des compagnies de chevau-légers
- des compagnies de carabins

Chaque régiment d'infanterie possède des enfants perdus.

## La Bataille des Ponts-de-Cé
Louis XIII envoie alors le duc de Bellegarde, le président Jeannin et l'archevêque de Sens pour traiter de la paix au château d'Angers avec Marie de Médicis et ses soutiens. Mais seul Richelieu est réceptif à ces propositions, et l'armée royale continue à avancer : le 2 août, elle est au Mans, et oblique sur Angers. Le roi a quitté La Flèche, le 6 août pour dîner à Durtal et coucher au Verger. Le 7 août, les troupes royales se réunissent dans la plaine de Trélazé, près des ardoisières d'Angers. François de Bassompierre ayant aperçu quelques gardes du comte de Soissons envoie une centaine d'homme du régiment de Piémont en pointe. Les carabins adverses se retirent puis se cachent pour observer. 
À ce moment, l'armée de la Reine-Mère est disposée dans le delta formé par le confluent de la Maine dans la Loire. Elle appuie sa droite aux Ponts-de-Cé, avec le château pour réduit et sa gauche à l'enceinte d'Angers. Bien plus nombreuse que l'armée royale, elle est également riche en chefs : Louis de Marillac, qui possède officiellement son commandement, doit disputer cette charge sur le terrain avec le duc de Vendôme, le duc de Nemours, le comte de Soissons et le maréchal de Boisdauphin. Les contingents n'arrivent plus en Anjou, et les troupes actuelles commencent à se disperser. Le duc de Retz commande l'infanterie et le comte de Saint-Aignan la cavalerie.
En face se trouvent les troupes royales, avec les Gardes-Françaises, Picardie et Champagne et 2 canons. Commandées directement par le roi, elles reçoivent l'ordre d'occuper Sorges-sur-l'Authion pour faire quelques escarmouches et reconnaître le terrain et le retranchement ennemi. Puis on leur donne l'ordre de charger l'infanterie ennemie, qui, toujours menée par Retz, bat en retraite à la troisième charge.

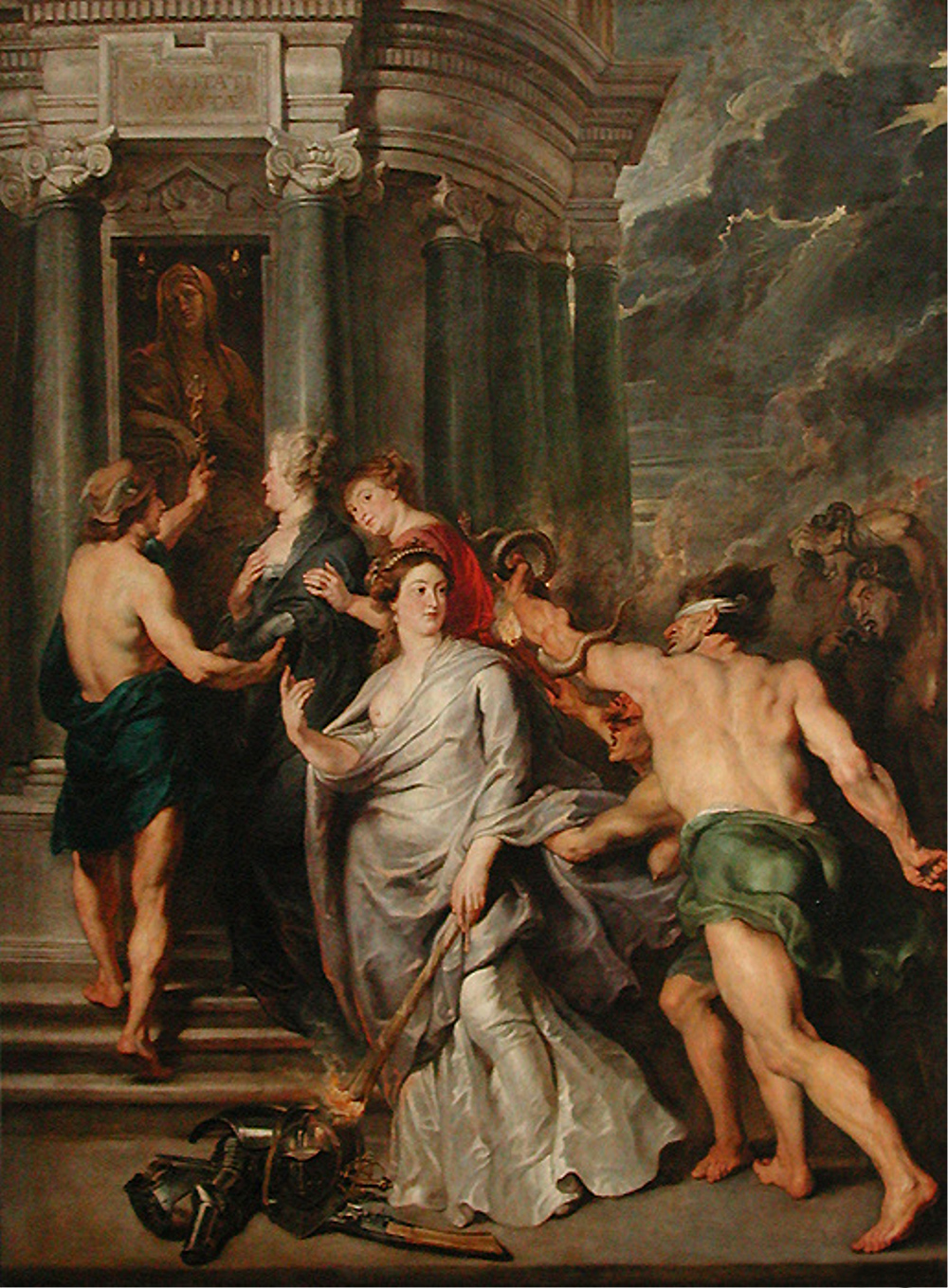
La conclusion de la paix à Angers, cycle de Marie de Médicis, Pierre-Paul Rubens, musée du Louvre.

La défection du duc de Retz et de ses 1 500 hommes, réduisant de plus d'un tiers les troupes des Grands, incite le duc de Vendôme à renoncer au combat et à se réfugier à Angers, où se trouvait la cour de Marie de Médicis, laissant son armée en plein désarroi. Ce fut alors un jeu d'enfant pour le maréchal de Créqui de mettre en déroute cette armée sans chef, faisant de cette bataille une "drôlerie". La "drôlerie des Ponts-de-Cé" fut la débandade et la dispersion des troupes sans commandement de la reine-mère par les troupes royales. La défaite est totale pour Marie de Médicis. 
Le 10 août, la paix d'Angers est signée entre Louis XIII et Marie de Médicis. Par crainte de voir sa mère poursuivre ses complots, le roi accepte son retour à la cour de France, et se réconcilie avec elle par l'entremise de Richelieu, alors évêque de Luçon.